# Athysanella omani
Athysanella omani är en insektsart som beskrevs av Blocker 1990. Athysanella omani ingår i släktet Athysanella och familjen dvärgstritar. Inga underarter finns listade i Catalogue of Life.